# Cyklotron izochroniczny

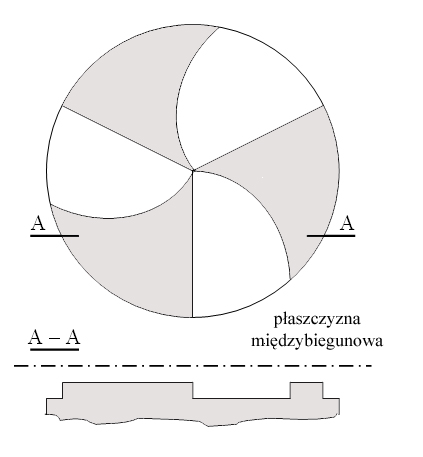
Schemat biegunów elektromagnesu cyklotronu izochronicznego

Cyklotron izochroniczny (akcelerator z azymutalną modulacją pola) — cyklotron skonstruowany tak, aby czas jednego obiegu rozpędzanych cząstek był stały (stąd nazwa izochroniczny) pomimo wzrostu masy cząstki wywołanej efektami relatywistycznymi. Efekty te występują  przy rozpędzaniu cząstek do prędkości porównywalnych z prędkością światła w próżni.
Stały czas obiegu uzyskuje się poprzez odpowiednie ukształtowanie pola magnetycznego zakrzywiającego tor ruchu cząstek. Wzrost pola magnetycznego na zewnątrz uzyskuje się poprzez wykonanie odpowiednich nacięć w rdzeniu elektromagnesu (jak przedstawione na rysunku).
Modyfikacja taka upraszcza układ wytwarzania napięcia przyspieszającego, który w takim akceleratorze jest generatorem o stałej częstotliwości. Konstrukcja ta umożliwia pracę ciągłą akceleratora, a przez to także zwiększa maksymalną energię możliwą do osiągnięcia oraz natężenie wiązki.
Cyklotrony takie stosowane są głównie do celów naukowych i medycznych.
Centrum Cyklotronowe Bronowice w krakowskich Bronowicach Wielkich, stanowiące dział Instytutu Fizyki Jądrowej im. Henryka Niewodniczańskiego Polskiej Akademii Nauk w Krakowie, dysponuje obecnie dwoma cyklotronami:
- cyklotronem izochronicznym AIC-144
- cyklotronem izochronicznym Proteus C-235